# Agus Suparmanto
Agus Suparmanto, né le 23 décembre 1965 à Jakarta, est un homme politique indonésien, membre du Parti du réveil national (PKB). Il est ministre du Commerce au sein du Cabinet Indonésie En avant sous l'administration du président Joko Widodo, de 2019 à 2020.
Il a été le directeur général de l'entreprise Galangan Manggar Biliton (GMB). Il est également président-directeur général de l'Association indonésienne d'escrime (IKASI) pour la période 2018-2022,